# Ozero Apukovo
Ozero Apukovo (ryska: Озеро Апуково) är en sjö i Belarus.   Den ligger i voblasten Vitsebsks voblast, i den norra delen av landet, 240 km nordost om huvudstaden Minsk. Ozero Apukovo ligger 152 meter över havet. Arean är 0,23 kvadratkilometer. Den sträcker sig 0,9 kilometer i nord-sydlig riktning, och 0,5 kilometer i öst-västlig riktning.
I omgivningarna runt Ozero Apukovo växer i huvudsak blandskog. Runt Ozero Apukovo är det glesbefolkat, med 10 invånare per kvadratkilometer.